# Legio III Augusta
La Legio III Augusta (Tercera legión «de Augusto») fue una legión romana, creada en el 43 a. C. por César Augusto. El principal teatro de operaciones de esta unidad fueron las provincias romanas del Norte de África, donde se encuentran registros de su actividad hasta finales del siglo IV y principios del siglo V. Los símbolos de esta legión fueron el capricornio y el pegaso.

## Reclutamiento y Segundo Triunvirato
La III Augusta fue creada en el inicio de la guerra civil entre el segundo triunvirato de Marco Antonio, Lépido y Augusto contra los asesinos de Julio César y sus aliados. La legión sirvió por primera vez en la Batalla de Filipos en el 42 a. C. Después de la victoria del triunvirato, la legión fue desplazada para Sicilia, para lidiar con la rebelión de Sexto Pompeyo, el último resistente de la facción conservadora.
En el 30 a. C. la legión fue desplazada para África, donde habría de permanecer los años siguientes. Siendo estas provincias relativamente tranquilas la unidad fue envuelta en tareas de construcción de infraestructuras. 

## SigloI
A pesar de la tranquilidad de la Proconsularis, entre los años 17 y 24, participó en una guerra contra las tribus revoltosas de Numidia y Mauritania.

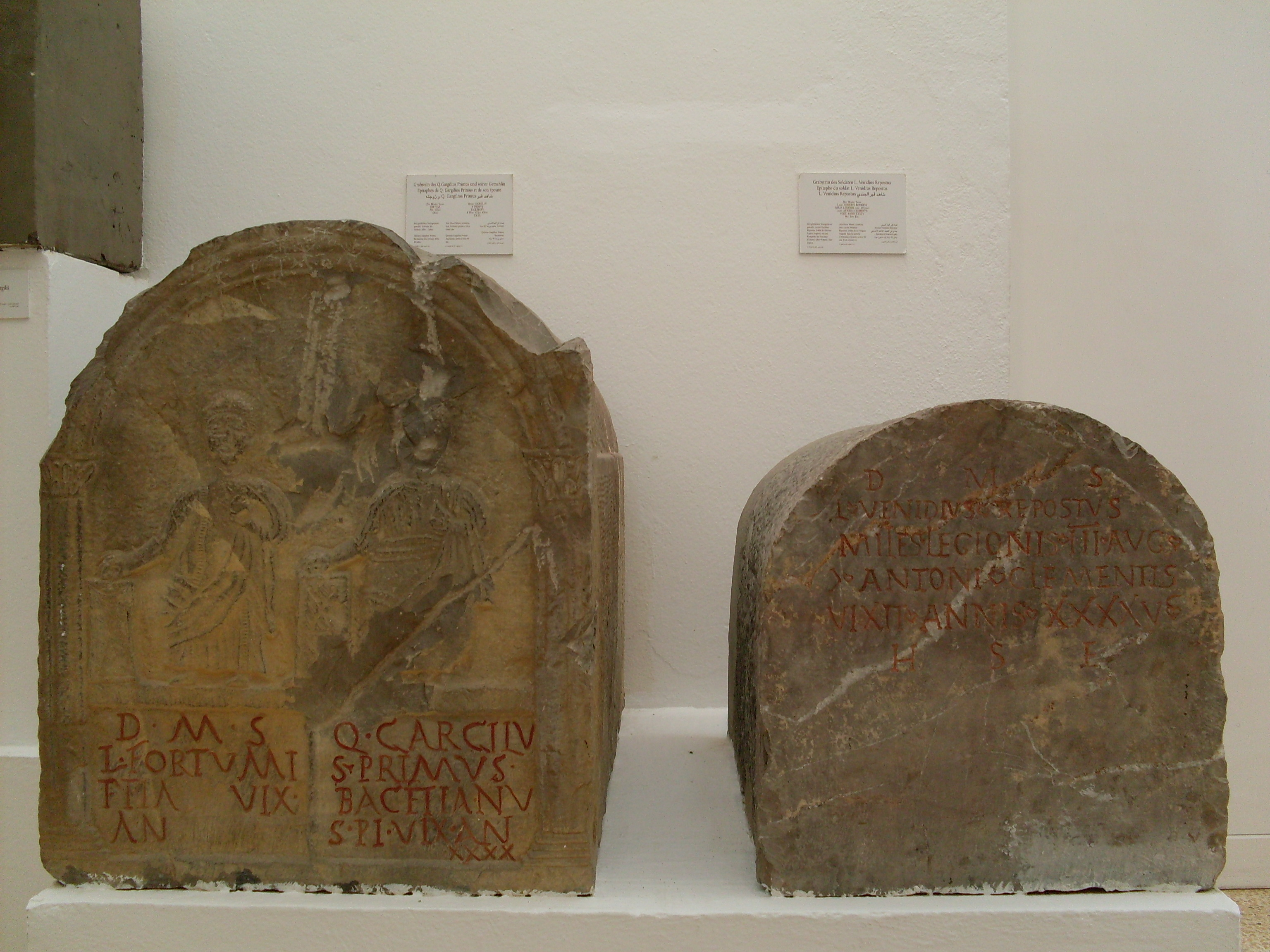
Inscripciones funerarias del Museo de Chemtou (Túnez), correspondiendo la de la derecha a un soldado de la III Augusta.

Así, en 17, a las órdenes de Marco Furio Camilo obtuvo una brillante victoria sobre Tacfarinas. Sin embargo, en 18, la III Augusta sufrió grandes pérdidas en un ataque de la guerrilla local. La derrota debe haber sido causada por cobardía de sus legionarios pues toda la legión fue castigada de seguida con la decimación de sus tropas, castigo, que implicaba la ejecución de uno de cada diez hombres y era el castigo más severo dentro del código militar romano y aplicado solo en casos de incompetencia escandalosa, y fue ejecutado por orden del gobernador Lucio Apronio. La situación obligó reforzar a la III Augusta con la llegada de la Legio IX Hispana desde Dalmatia y de la Cohors XV Voluntariorum desde Germania Inferior y un nuevo gobernador, Quinto Junio Bleso y en  24 la rebelión estaba terminada.
Durante todo el siglo I, África era la única provincia gobernada por un senador con estatuto de procónsul y como tal, tenía enorme importancia política. Galba fue uno de los gobernadores de la provincia y comandante de la III Augusta entre los años 45 y 46. Otro gobernador Lucio Clodio Macro se revolvió contra Nerón durante los últimos años de su gobierno. La III Augusta apoyó a su comandante en la revuelta, que creó también la Legio I Macriana liberatrix como su suplemento. Durante el año de los cuatro emperadores, la III Augusta apoyó primero a Galba, después a Vitelio y por último a Vespasiano, aunque no disputó ninguna batalla en Italia.

## SigloII

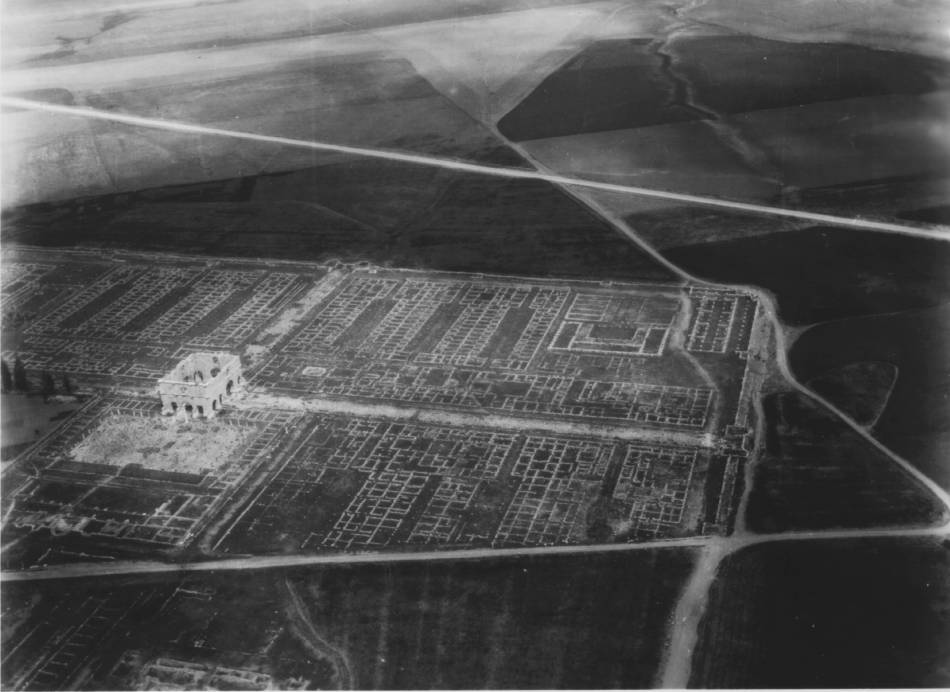
Vista aérea de la base de la Legio III Augusta en Lambaesis.

En el reinado del emperador Adriano la legión fue desplazada para Lambaesis en la Numidia, donde durante los dos siglos siguientes serviría de guarnición contra los ataques de las tribus bereberes. A pesar de eso, algunas vexillationes de la legión estuvieron presentes en diversas campañas contra el Imperio parto y en las campañas de Marco Aurelio contra los Marcomanni.

## SigloIII
En el 193, el emperador de origen africano Septimio Severo, les concedió el sobrenombre de Pia Vindex (leal vengadora), por los servicios prestados en la guerra civil que ocurrió después del asesinato de Pertinax.
En el siglo III, la legión sufrió grandes pérdidas en una guerra contra una tribu del desierto y tuvo que ser reforzada con tropas de la Legio III Gallica. A finales del 238 año marcado por otra guerra civil y diversas tentativas de usurpación, la III Augusta fue disuelta por orden de Gordiano III. En el 252, los soldados de la legión obtuvieron de Valeriano I la reconstrucción de la legión, ya que este emperador necesitaba de ellos para una campaña contra los bereberes que amenazaban la frontera Sur del Imperio romano. En esta ocasión, Valeriano homenajeó la legión con el sobrenombre de Iterum Pia Iterum Vindex (de nuevo fiel, de nuevo vengadora). Esta rebelión en particular terminó en el 260, pero en los años 290 el emperador Maximiano fue obligado a desplazarse personalmente a la provincia para liderar la III Augusta contra una nueva embestida rebelde.

## SiglosIVyV
Su última actividad se registra entre finales del siglo IV e inicios del siglo V.